# Steven Lampier
Steven "Steve" Lampier (né le 2 mars 1984 à Truro dans les Cornouailles, en Angleterre) est un coureur cycliste britannique, devenu ensuite directeur sportif.

## Biographie
Il met un terme à la compétition à l'issue de la course en ligne des championnats de Grande-Bretagne 2021, pour devenir à plein-temps le directeur sportif de la formation Saint Piran, dans laquelle il était depuis 2018.

## Palmarès
- 2005
  - 2e du championnat de Grande-Bretagne du contre-la-montre espoirs
- 2010
  - 3e étape du Tour of Doonhame
- 2012
  - John Hinksman Memorial
- 2014
  - Coalville Wheelers Road Race
- 2015
  - Premier Calendar (en)
  - Totnes-Vire Stage Race :
    - Classement général
    - 3e étape
- 2017
  - Drummond Trophy
- 2019
  - 3e du Ryedale Grand Prix

## Classements mondiaux
| Année            | 2010 | 2011 | 2012 | 2013 | 2014 | 2015   | 2016   | 2017   | 2018 |
| ---------------- | ---- | ---- | ---- | ---- | ---- | ------ | ------ | ------ | ---- |
| UCI Europe Tour  |      |      |      |      | 891e | 1 153e | 1 292e | 1 243e |      |
| UCI Africa Tour  | 115e |      |      |      |      |        |        |        |      |
| UCI Oceania Tour |      |      |      |      |      |        | 35e    | 53e    | 52e  |